# Weilmünster
Weilmünster település Németországban, Hessen tartományban. Lakosainak száma 8834 fő (2023. december 31.).

## Közigazgatás
A település rézéi: Audenschmiede, Aulenhausen, Dietenhausen, Ernsthausen, Essershausen, Laimbach, Langenbach, Laubuseschbach, Lützendorf, Möttau, Rohnstadt, Weilmünster és Wolfenhausen.

## Népesség
A település népességének változása:
| Lakosok száma | 8839 | 8788 | 8753 | 8787 | 8916 | 8834 |
|               | 2015 | 2017 | 2019 | 2021 | 2022 | 2023 |